# 7 Armia (RFSRR)
7 Armia (ros. 7-я армия) − jedna z armii radzieckich w okresie wojny domowej w Rosji 1918–1922. Armia została utworzona 1 listopada 1918 i funkcjonująca do maja 1921.

## Dowódcy
- 11.01.1918 – 28.11.1918 Jewgienij Andriejewicz Iskricki
- 28.11.1918 – 12.05.1918 Jewgienij Matwiejewicz Gołubincew
- 12.05.1918 – 27.01.1919 Nikołaj Władimirowicz Chenrikson
- 27.01.1919 – 07.01.1919 Aleksandr Kondratjewicz Riemiezow
- 01.07.1919 – 26.09.1919 Michaił Stiepanowicz Matijasiewicz
- 26.09.1919 – 17.10.1919 Siergiej Dmitrijewicz Charłamow
- 17.10.1919 – 17.11.1919 Dmitrij Nikołajewicz Nadiożny
- 17.11.1919 – 10.02.1920 Siergiej Iwanowicz Odincow